# La Wally
Personnages
- Wally (soprano)
- Stromminger, son père (basse)
- Afra, aubergiste (mezzo-soprano)
- Walter, troubadour (soprano)
- Giuseppe Hagenbach (ténor)
- Vincenzo Gellner (baryton)
- Le messager de Schnals (basse)
- Tyroliens, bergers, paysans, chasseurs, vieilles femmes, enfants du village.

Airs
- Wally : « Ebben? Ne andrò lontana »  – acte I

La Wally est un opéra en quatre actes d'Alfredo Catalani, sur un livret de Luigi Illica, créé à La Scala de Milan le 20 janvier 1892 sous la direction d'Edoardo Mascheroni.
À l'origine se trouvent un roman et une pièce de théâtre de Wilhelmine von Hillern, Die Geyer-Wally (littéralement: « La Wally aux vautours », parfois traduit en français sous le titre La Fille au vautour) dont l'action se passe dans un village tyrolien, le père de l'héroïne lui ayant choisi un parti dont elle ne veut pas.
L'air principal de cet opéra — Ebben? Ne andrò lontana (« Eh bien ? Je m'en irai loin ») —, intitulé à l'origine « Chanson groenlandaise », est chanté dans le film Diva de Jean-Jacques Beineix par Wilhelmenia Wiggins Fernandez. On peut également l'entendre dans le premier film de Tom Ford, A Single Man, ainsi que dans le biopic d'Yves Saint Laurent réalisé par Jalil Lespert et dans le premier épisode de la mini-série télévisée Polar Park de Gérald Hustache-Mathieu.

## Personnages
| Rôle                                                                                | Voix          | Distribution lors de la création, 20 janvier 1892 (Chef : Edoardo Mascheroni) |
| ----------------------------------------------------------------------------------- | ------------- | ----------------------------------------------------------------------------- |
| Wally                                                                               | soprano       | Hariclea Darclée                                                              |
| Stromminger, son père                                                               | basse         | Ettore Brancoleoni                                                            |
| Afra, aubergiste                                                                    | mezzo-soprano | Virginia Guerrini                                                             |
| Walter, troubadour                                                                  | soprano       | Adelina Stehle                                                                |
| Giuseppe Hagenbach                                                                  | ténor         | Manuel Suanges                                                                |
| Vincenzo Gellner                                                                    | baryton       | Arturo Pessina                                                                |
| Le messager de Schnals                                                              | basse         |                                                                               |
| Chœur: Tyroliens, bergers, paysans, chasseurs, vieilles femmes, enfants du village. |               |                                                                               |

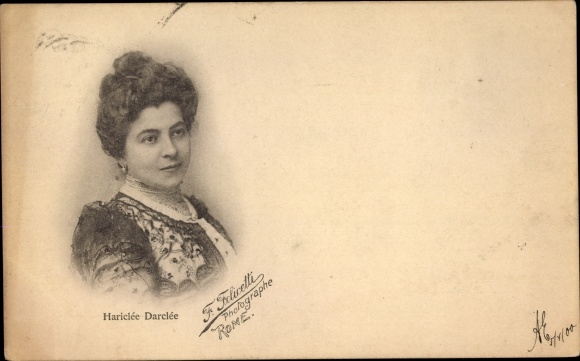
Hariclea Darclee

L'aria Ebben? Ne andrò lontana (acte I), remise à l'honneur par le film Diva de Jean-Jacques Beineix, intervient au moment où Wally décide de quitter définitivement la maison familiale. Il provient d'une "chanson groenlandaise" sur un texte de Jules Verne

## Synopsis
L'histoire se déroule au Tyrol autrichien où Wally, esprit libre mais vulnérable, est amoureuse du beau Joseph Hagenbach, le fils de l'ennemi implacable de son père. Cela amènera une conclusion inévitable et catastrophique.

### Acte 1
Le village de Hochstoff
Un concours de tir est organisé à l'occasion du 70e anniversaire de Stromminger, le père de Wally. Une partie de chasse arrive du village voisin de Sölden dirigée par Hagenbach. Les vieilles inimitiés refont surface rapidement et une querelle se développe entre Stromminger et Hagenbach, qui échangent des insultes et des menaces avant qu'Hagenbach ne soit amené par ses compagnons.
Vincenzo Gellner est amoureux de Wally et est prompt à remarquer pendant la querelle, qu'elle est clairement entichée de l'ennemi de son père. Resté seul avec Stromminger, il raconte au vieil homme ses soupçons. Voyant que Gellner est amoureux de sa fille, Stromminger insiste pour que Wally accepte de l'épouser dans un mois ou bien qu'elle quitte sa maison pour toujours. Wally rétorque qu'elle préfère tenter sa chance dans les neiges des Alpes plutôt que d'épouser Gellner.

### Acte 2
La Taverne de l'Aigle à Sölden
Un an a passé; Stromminger est mort et Wally a hérité de sa fortune. Toutefois, Hagenbach s'est fiancé avec Afra, l'hôtesse de la Taverne de l'Aigle, et n'est apparemment pas intéressé par Wally.
Une fête se déroule à Sölden et Wally vient à la taverne sachant que Hagenbach sera là. On persuade Hagenbach d'accepter un défi consistant à obtenir un baiser de Wally. Ce qui commence comme un jeu se transforme rapidement en quelque chose de sérieux et Hagenbach remporte facilement son pari. Lorsque Wally est consciente qu'elle a été victime d'un pari cynique, sa jalousie et sa fureur débordent. Elle se tourne vers Gellner, qui est encore présent à la fête, et insiste pour que, s'il l'aime, il tue Hagenbach.

### Acte 3
Un ravin
La Wally retourne dans sa maison. La colère qu'elle ressentait, a maintenant disparu et elle souhaite pouvoir revenir sur sa promesse. À ce moment, on frappe à sa porte. C'est Gellner, qui décrit comment, dans l'obscurité, il lui a été possible de mettre la main sur Hagenbach et de le précipiter dans un profond ravin.
Wally est horrifiée et se précipite jusqu'au ravin dans l'espoir de sauver Hagenbach, même si elle croit qu'il aime Afra. Elle descend grâce à une corde à son secours et remonte avec succès son corps inconscient à la surface.

### Acte 4
Haut dans les Alpes
Seule et déprimée, Wally est montée dans les montagnes au-dessus du village. Son seul ami, Walter, l'a suivie et lui demande instamment de descendre pour les fêtes de Noël. Il lui rappelle les dangers d'avalanches. Elle le renvoie et envisage sa mort imminente.
Wally entend une autre voix. C'est Hagenbach, qui s'est remis de ses blessures et vient déclarer son amour. Les amoureux sont réconciliés et Hagenbach va chercher un chemin sûr vers le bas de la montagne. Il appelle Wally en criant, mais le bruit de son appel déclenche une avalanche qui l'emporte. Wally reste un moment au bord du précipice avant de se lancer dans le vide.

## Discographie
- Renata Tebaldi (Wally), Mario del Monaco (Hagenbach), Piero Cappuccilli (Gellner), Justino Díaz (Stromminger); Coro Lirico di Torino, Orchestre National de l'Opéra de Monte Carlo, direction Fausto Cleva (Decca, 1968)
- Magda Olivero (Wally), Amedeo Zambon (Hagenbach), Silvano Carroli (Gellner), Nicola Zaccaria (Stromminger), direction Ferruccio Scaglia (CD, Opera d'Oro, 1972)
- Eva Marton (Wally), Francisco Araiza (Hagenbach), Alan Titus, Francesco Ellero d'Artegna, Orchestre de la radio de Munich, dir. Pinchas Steinberg (Eurodisc)
- Susanna von der Burg, Paulo Ferreira, Marc Kugel, Bernd Valentin, Susanne Langbein, Chor des Tiroler Landestheater Innsbruck, Tiroler Symphonieorchester Innsbruck, direction Alexander Rumpf (DVD Video, Capriccio, C95000, 2014)